# Раян Кі
Раян Кі (англ. Ryan Key; народ. 17 грудня 1979, Джексонвілл, США) — вокаліст гурту Yellowcard. До Yellowcard грав у іншому, мало популярному гурті Craig's Brother, але в 2000 році пішов з нього. Зараз цього гурту більше не існує.
В Yellowcard Раян — вокаліст, а також грає на ритм-гітарі. В 2008 році Раян знявся в фільмі Джефрі Абрамса «Монстро» про напад на Нью-Йорк якогось чудовиська. Також Раян Кі написав слова й музику майже до всіх пісень Yellowcard (винятки — «Twenty Three» (Ocean Avenue, 2003) та Sure Thing Falling (Lights and Sounds, 2006).

## Раннє життя
Вільям Раян Кі народився 17 грудня 1979 року в Джексонвіллі, штат Флорида. У 9 років почав займатися фортепіано, в 13 — гітарою. Навчався у Єпископальній середній школі Джексонвілля, а потім перевівся до Школи мистецтв Дугласа Андерсона, яку закінчив. Потім Раян навчався в Університеті штату Флорида разом з музикантом Деном Маклінтоком з місцевого поппанк-гурту Inspection 12, який запросив Райана співати як гостьового вокаліста у їхньому альбомі Step into the Fire 1999 року для пісні «Nothing to Lose». Вони недовго навчалися на театральному факультеті, а потім кинули навчання і поїхали у Санта-Крус, Каліфорнія, щоб разом прослуховуватися в панк-рок-гурт «Craig's Brother» (лейбл Tooth & Nail), який шукав двох гітаристів і бек-вокалістів. Їх взяли, але після деяких гастролей, одного разу представляючи гурт як акустичний дует на фестивалі Cornerstone, фургон гурту зламався, і після раптового скасування туру Раян повернувся до Джексонвілля і влаштувався на зміну в ресторан Chili's разом з колегою по гурту і другом Шоном Маккіном.

## Дискографія
- One for the Kids (2001)
- Ocean Avenue (2003)
- Lights and Sounds (2006)
- Paper Walls (2007)
- Live from Las Vegas at the Palms (2008)
- When You're Through Thinking, Say Yes (2011)
- Southern Air (2012)
- Lift a Sail (2014)
- Yellowcard (2016)